# Expedition 12

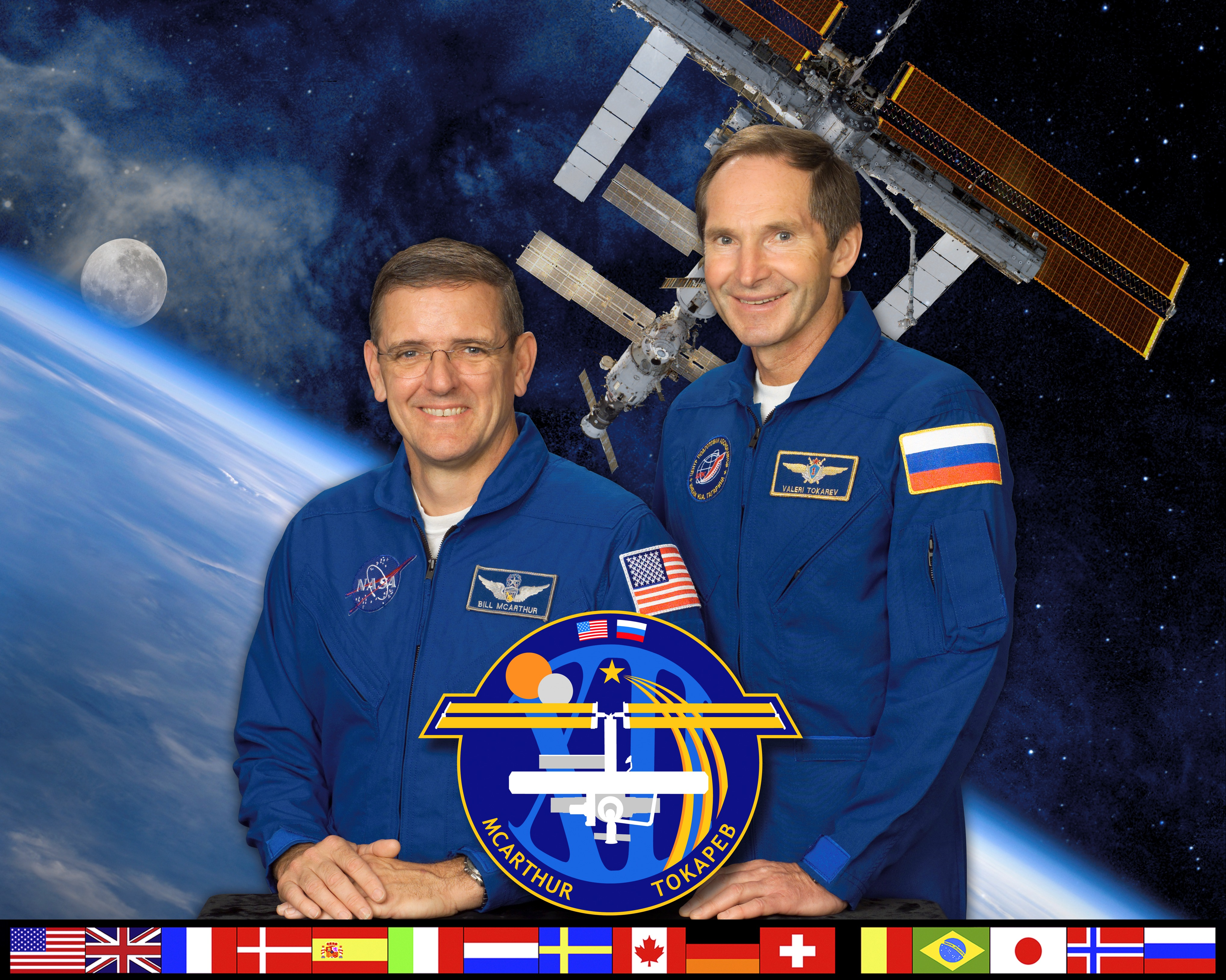
Expedition 12 besättning.

Expedition 12 var den 12:e expeditionen till Internationella rymdstationen (ISS). Expeditionen började den 3 oktober 2005 då Expedition 11s besättning återvände till jorden med Sojuz TMA-6. Expeditionen avslutades den 8 april 2006 då Sojuz TMA-7 återvände till jorden med Expedition 12s besättning.

## Besättning
| Position       | (3 oktober 2005 - 8 april 2006)                |
| -------------- | ---------------------------------------------- |
| Befälhavare    | William S. McArthur, NASA Hans fjärde rymdfärd |
| Flygingenjör 1 | Valerij Tokarev, RSA Hans andra rymdfärd       |